# Melancholie (nummer)
Melancholie is een nummer uitgebracht door diverse artiesten. Het bereikte de 24e plaats in de Nederlandse Top 40 in drie versies door De Bambis, Rocco Granata en Peppino di Capri. 

## Hitnotering
| Melancholie        | Melancholie           | Melancholie | Melancholie | Melancholie | Melancholie | Melancholie | Melancholie | Melancholie | Melancholie | Melancholie | Melancholie | Melancholie | Melancholie | Melancholie | Melancholie | Melancholie | Melancholie      |
| Hitlijst           | Datum van binnenkomst | Week:       | 1           | 2           | 3           | 4           | 5           | 6           | 7           | 8           | 9           | 10          | 11          | 12          | 13          | 14          | Laatste notering |
| ------------------ | --------------------- | ----------- | ----------- | ----------- | ----------- | ----------- | ----------- | ----------- | ----------- | ----------- | ----------- | ----------- | ----------- | ----------- | ----------- | ----------- | ---------------- |
| Nederlandse Top 40 | 13-02-1965            | Positie:    | 31          | 32          | 32          | 34          | 32          | 26          | 28          | 28          | 24          | 28          | 29          | 31          | 27          | 31          | 15-05-1965       |